# María Angélica Echavarri
María Angélica Echavarri (Temuco, La Araucanía, Chile, 27 de diciembre de 1955) es una escultora chilena que ha cultivado tanto el arte figurativo como el abstracto.

## Biografía
Estudió Pedagogía en arte en la Universidad Católica de Santiago de Chile. En Buenos Aires, Argentina, asistió a los talleres del pintor Carlos Gorriarena (1925-2007) y del escultor Aurelio Macchi.
María Angélica Echavarri, aunque también ha cultivado la pintura, es conocida principalmente por sus esculturas en espacios públicos. En el año 2000 realizó su monumental San Francisco de Asís, que fue instalada en la Facultad de Ciencias Económicas y Administrativas de su alma máter, campus San Joaquín. Tres años más tarde ganó, junto al arquitecto Nicolás Lepthay, el concurso para el memorial al senador Jaime Guzmán; el gran conjunto escultórico creado por Echavarri, que se inauguró en 2008, está compuesto por 66 personajes que miden en promedio dos metros de alto y alineados componen un cuerpo de 22 metros de largo. 
A este éxito le siguieron otros entre los que destacan la fuente en el parque Araucano de Santiago, un homenaje a las costumbres mapuche, que titulada Ofrenda fue inaugurada en 2012. Dos años más tarde Echavarri inmortalizó la chilena en el estadio El Morro de Talcahuano, donde esta famosa jugada de fútbol se realizó por primera vez en 1918; su autor fue el vasco, nacionalizado chileno, Ramón Unzaga. Emprendimiento, con la que había ganado el Concurso Escultórico Costanera Center en 2011, fue inaugurada en 2015 en la fachada de la gran torre de más de 60 plantas. “Un emprendimiento, sea un negocio o un plan de vida, genera riesgos y mi escultura así lo interpreta: a través de sus curvas, el vértigo y el desafío a la gravedad”, ha comentado la escultura sobre esta obra.
Echavarri ha ocupado diversos cargos relacionados con su profesión. Así, ha sido directora de la Corporación de Amigos del Arte (1996-1998), de la Corporación del Patrimonio Franciscano (2008) y de la Sociedad de Escultores de Chile (SOECH, 2009-2011); consejera de la Corporación de Patrimonio Cultural y Religioso de Chile (2009); representante de la SOECH ante la Comisión Nemesio Antúnez en el Ministerio de Obras Públicas (2010-2011).
Ha participado en numerosas exposiciones colectivas y ha tenido varias individuales, ganado importantes concursos y creado esculturas monumentales tanto en la capital chilena como en otras ciudades a lo largo del país.

## Obras en colecciones y espacios públicos
- San Francisco de Asís (2000), Facultad de Ciencias Económicas y Administrativas de la Universidad Católica, campus San Joaquín
- Los amantes del Valle II (2002), malla de fierro pintada; Lolol, Valle de los Artistas, región de O'Higgins
- Los amantes del Valle I (2004), resina pintada; Lolol, Valle de los Artistas, región de O'Higgins
- Memorial a Jaime Guzmán Errázuriz (2008), bronce; avenida Vitacura 2950 con Presidente Riesco; Santiago
- Espuela (2009), avenida Valentín Letelier, Linares
- Estatua de Edmundo Pérez Zujovic (2012), Vitacura, Santiago
- Ofrenda (2012), acero inoxidable; parque Araucano, Las Condes, Santiago
- Bosque nativo (2012), bronce, parque Bicentenario, Vitacura, Santiago
- La chilena (2014), estadio El Morro de Talcahuano
- Leer, Saber, Pensar (2015), tríptico en bronce; homenaje al historiador y periodista Gonzalo Vial en plaza Lo Barnechea, Santiago
- Emprendimiento (2015), acero inoxidable; Costanera Center, Chile, Santiago

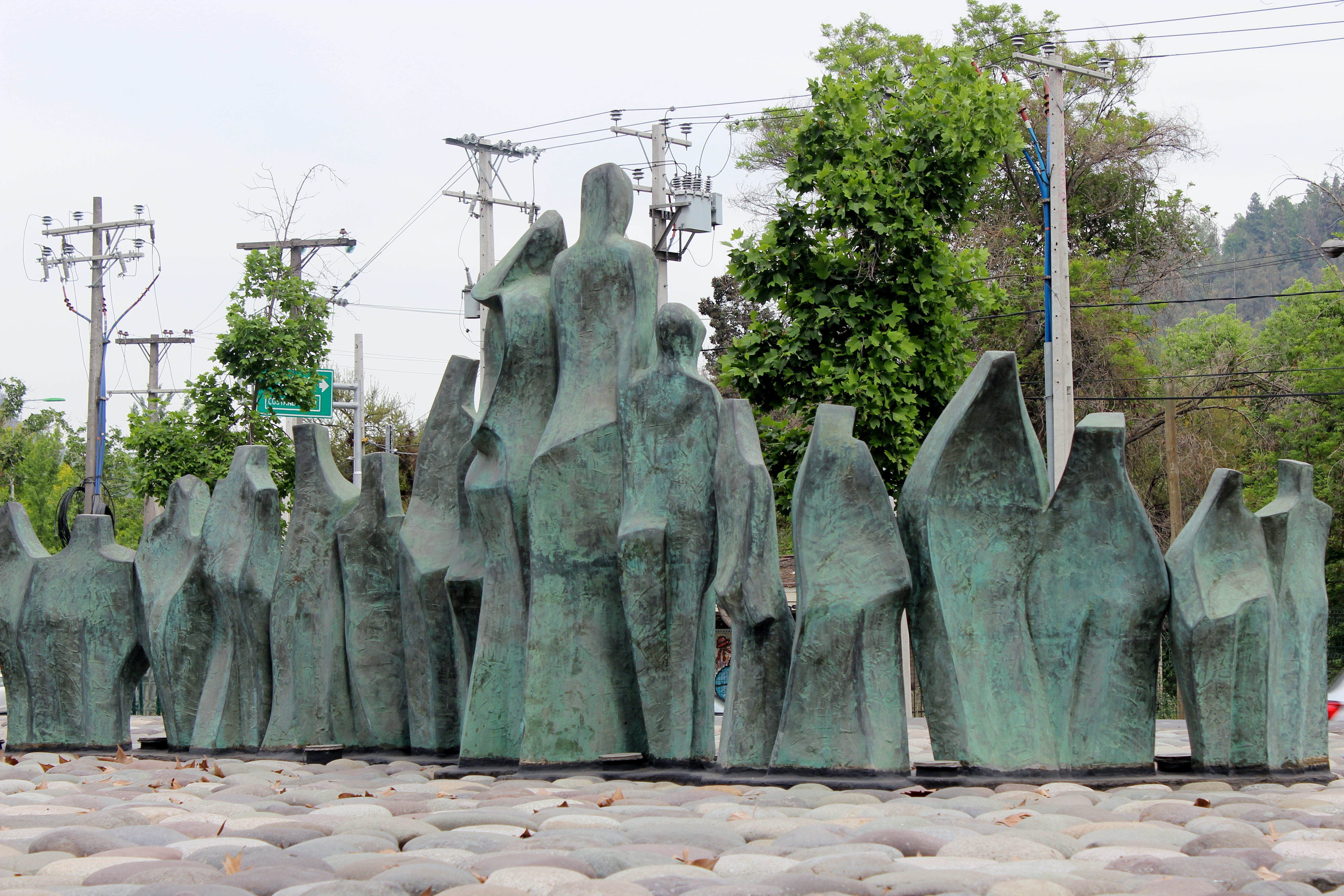
Esculturas en el Memorial a Jaime Guzmán
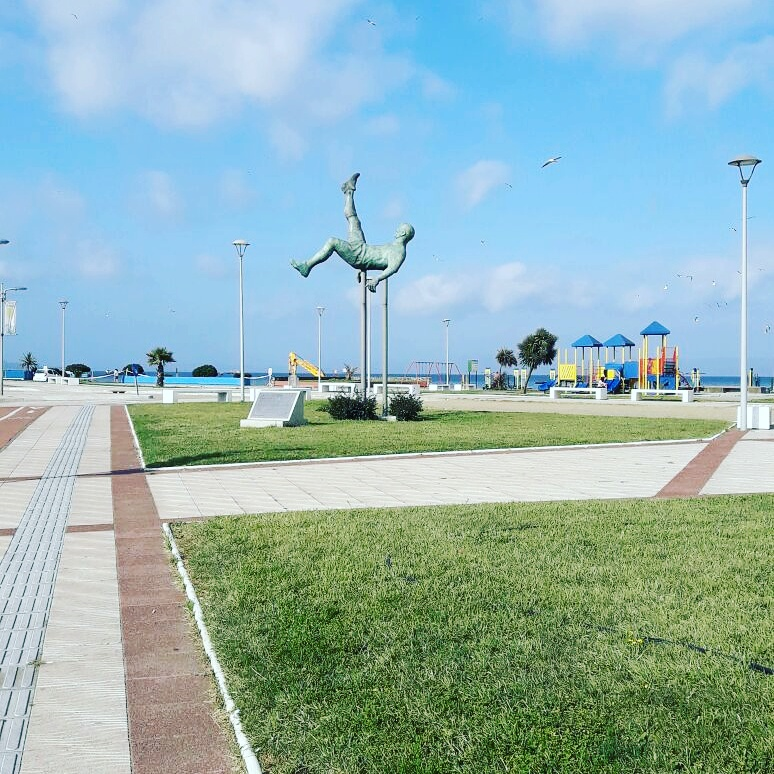
La chilena
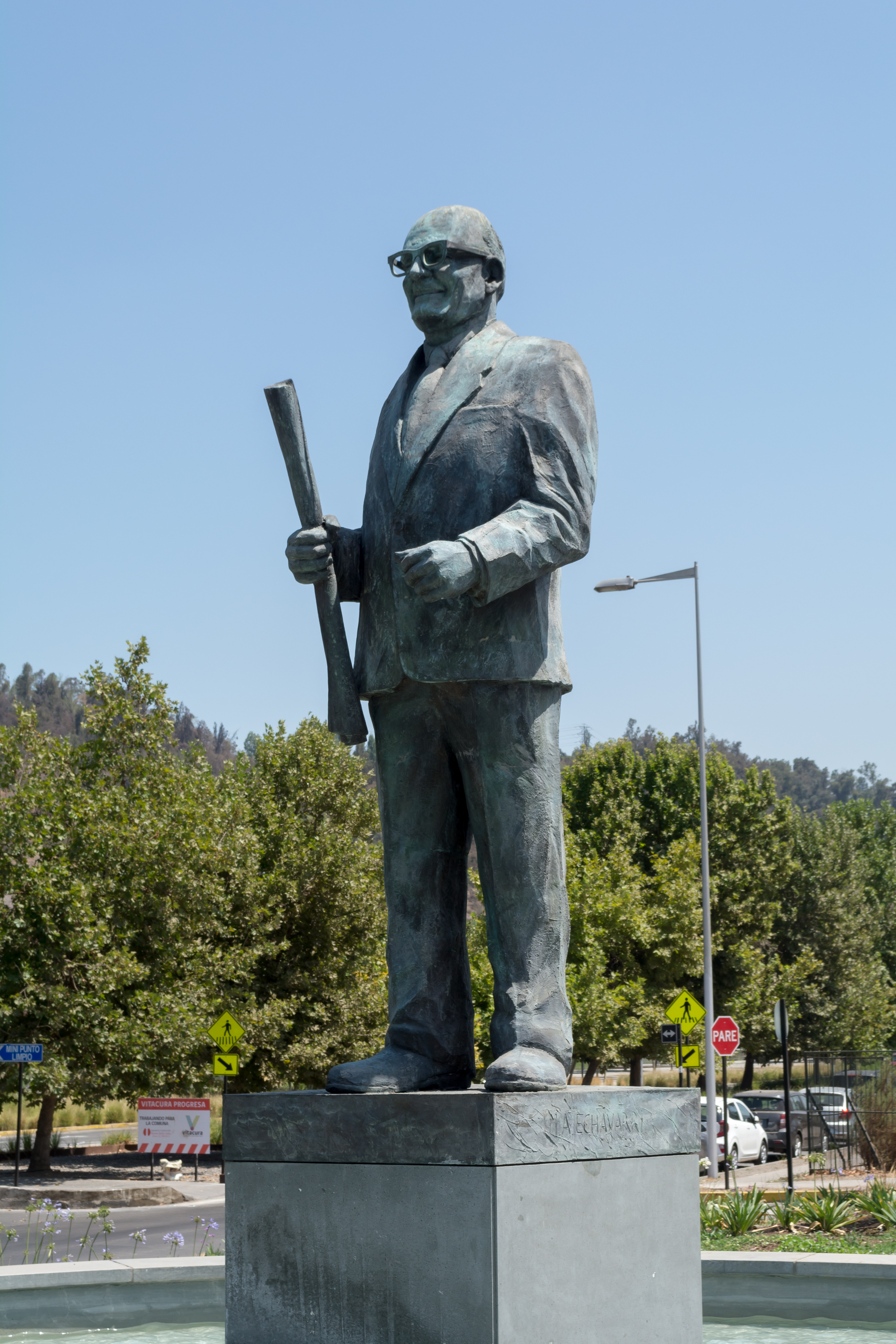
Estatua de Edmundo Pérez Zujovic
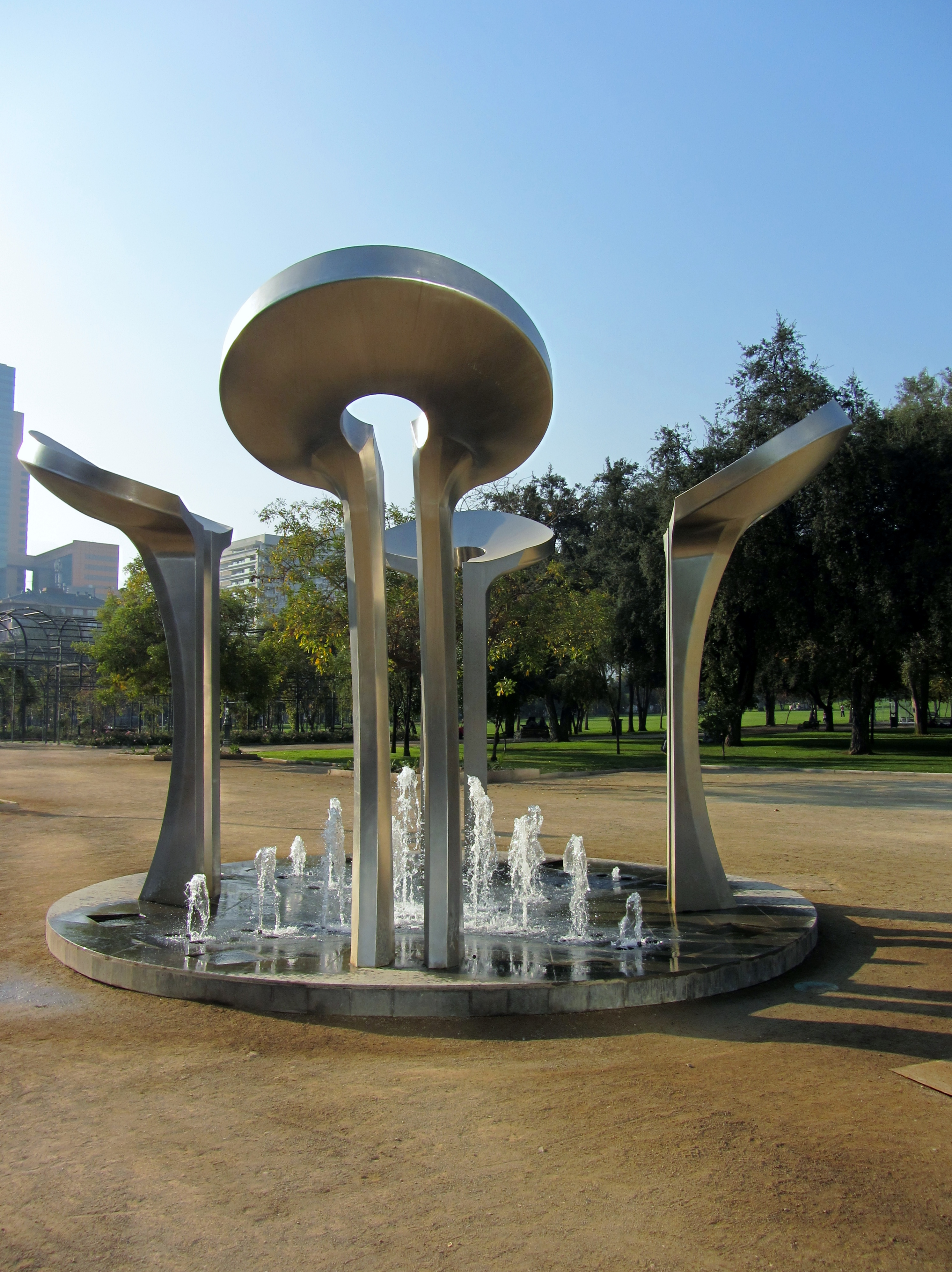
Ofrenda
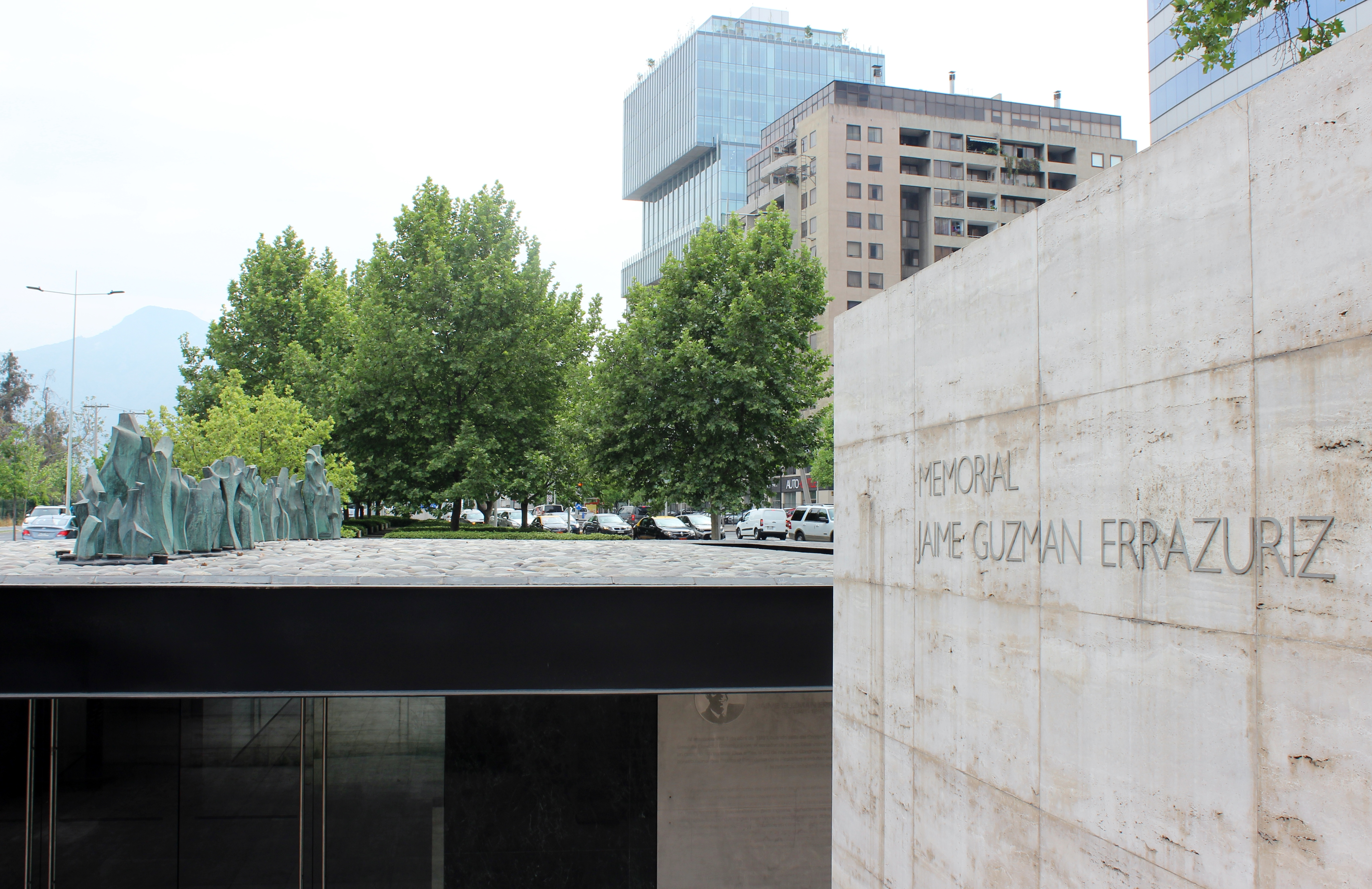
Memorial a Jaime Guzmán